# O Morro dos Ventos Uivantes (telenovela)
O Morro dos Ventos Uivantes é uma telenovela brasileira produzida pela extinta TV Excelsior e exibida de 6 de fevereiro a 28 de julho de 1967 no horário das 21h30, totalizando 125 capítulos. Foi escrita por Lauro César Muniz, baseada no romance Wuthering Heights, de Emily Brontë e dirigida por Dionísio Azevedo.
A trama da novela narra o amor dos irmãos de criação Heathcliff e Catarina.

## Elenco
| Ator/Atriz       | Personagem         |
| ---------------- | ------------------ |
| Altair Lima      | Heathcliff         |
| Irina Greco      | Catarina           |
| João José Pompeo | Hendley            |
| Egídio Eccio     | Edgar Linton       |
| Maria Estela     | Isabel             |
| Carminha Brandão | Helen              |
| Paulo Villaça    | José               |
| Íris Bruzzi      | Francis            |
| Ricardo Campos   | Mr. Linton         |
| Geny Prado       | Mrs. Linton        |
| Paulo Figueiredo | Heathcliff (jovem) |
| Débora Duarte    | Catarina (jovem)   |
| Marcos Paulo     |                    |